# Melati e Isabel Wijsen
Melati Wijsen (nascida em 2001) e Isabel Wijsen (nascida em 2003) são activistas climáticas indonésias. As duas irmãs são conhecidas pelos seus esforços para reduzir o consumo de plástico em Bali.
As irmãs nasceram em Bali, de pais holandeses e indonésios. Em 2013, quando Melati tinha 12 anos e Isabel 10, eles começaram uma campanha para livrar o Bali das sacas de plástico descartáveis intitulada Bye Bye Plastic Bags. Para chamar a atenção do público, eles organizaram uma greve de fome do amanhecer ao anoitecer em 2016, exigindo com sucesso uma reunião com o então governador de Bali, I Made Mangku Pastika. A campanha resultou na assinatura de Pastika de uma ordem para banir sacas de pláticos e palhas da ilha a partir de 2018.
Em 2017, a dupla falou no Dia Mundial do Oceano das Nações Unidas na cidade de Nova York. Em 2018, a dupla foi nomeada dois dos 25 adolescentes mais influentes de 2018 pela revista Time. Em 2020, Melati foi palestrante convidada no Fórum Económico Mundial em Davos. Em 2019, um documentário sobre Melati Wijsen intitulado Bigger than Us foi lançado. O filme foi dirigido pelo director francês Flore Vasseur e produzido por Marion Cotillard.